# 면개
돈각친왕(惇恪親王, 1795년 8월 6일 ~ 1838년 1월 18일)은 청나라 제7대 황제 가경제의 아들이며 이름은 애신각라 면개(愛新覺羅 绵恺)이다. 1798년 돈각친왕에 책봉되었다. 동복 동생으로 서회친왕이 있는 그는 슬하에 적자 1명이 있었으나 일찍 죽었고 이복 형 도광제의 서자인 돈근친왕을 양서자로 삼았다.

## 같이 보기
- 돈친왕
- 입팔분공